# Балабанов (Суфиев), Николай Михайлович
Николай Михайлович (Суфиев) Балабанов (1924 — 1991) — советский сержант, старший разведчик 314-го артиллерийского полка, 149-й стрелковой дивизии, 3-й гвардейской армии, 4-го Украинского фронта. Полный кавалер Ордена Славы.

## Биография
Родился 2 июля 1924 года в селе Малый Ашап Ординский район в крестьянской семье, после окончания семи классов работал в колхозе.
С 1942 года призван в ряды РККА и после окончания школы младших командиров Тюменской отдельной учебной бригады с 1943 года направлен в действующую армию — командиром отделения в стрелковую часть, участник Курской битвы, был ранен. После лечения — старший разведчик 314-го артиллерийского полка, 149-й стрелковой дивизии, 3-й гвардейской армии, воевал на 4-м Украинском фронте, участвовал во всех наступательных операциях своего полка.
8 марта 1944 года разведчик, сержант Н. М. Балабанов в составе группы ворвался в предместье города Кременец и из ПТР подавил вражеский дзот; обнаруженные им около 10 целей были поражены затем артиллерийской батареей. За это 17 мая 1944 года Указом Президиума Верховного Совета СССР Н. М. Балабанов был награждён Орденом Славы 3-й степени.
15 июля 1944 года сержант Н. М. Балабанов в районе города Красник (Польша) из оставленного противником орудия ликвидировал более десяти гитлеровцев. Находясь в боевых порядках пехоты, поразил ещё двенадцать вражеских солдат. Будучи раненным, поле боя не покинул. 10 сентября 1944 года Указом Президиума Верховного Совета СССР Н. М. Балабанов был награждён Орденом Славы 2-й степени.
В ночь на 10 февраля 1945 года старший разведчик сержант Н. М. Балабанов в схватке с противником за населённый пункт Рейнберг уничтожив расчёт, открыл огонь из захваченного орудия, поразил одиннадцать автомобилей с боеприпасами и снаряжением, истребил более десяти гитлеровцев. 27 июня 1945 года Указом Президиума Верховного Совета СССР Н. М. Балабанов был награждён Орденом Славы 1-й степени.
В 1946 году Н. М. Балабанов был демобилизован из Советской армии. Работал нагревальщиком в листопрокатном цехе Лысьвавского металлургического завода. Старшина в отставке. Умер 9 ноября 1991 года в городе Лысьва.

## Награды
- Орден Славы I степени (1945)
- Орден Славы II степени (1944)
- Орден Славы III степени (1944)
- Орден Отечественной войны I степени (1985) и II степени (1945)